# Personer i Sverige födda i Tunisien
Till personer i Sverige födda i Tunisien räknas personer som är folkbokförda i Sverige och som har sitt ursprung i Tunisien. Enligt Statistiska centralbyrån fanns det 2017 i Sverige sammanlagt cirka 5 400 personer födda i Tunisien.

## Historisk utveckling

### Födda i Tunisien
| Personer i Sverige födda i Tunisien 1960–2024 | Personer i Sverige födda i Tunisien 1960–2024 | Personer i Sverige födda i Tunisien 1960–2024 | Personer i Sverige födda i Tunisien 1960–2024 | Personer i Sverige födda i Tunisien 1960–2024 |
| --- | --------------------------------------------- | --------------------------------------------- | --------------------------------------------- | --------------------------------------------- |
| |                                               |                                               |                                               |                                               |
| År |                                               |                                               | Folkmängd                                     |                                               |
| 1960 | 1960                                          |                                               | 12                                            |                                               |
| 1970 | 1970                                          |                                               | 238                                           |                                               |
| 1980 | 1980                                          |                                               | 952                                           |                                               |
| 1990 | 1990                                          |                                               | 1 954                                         |                                               |
| 2000 | 2000                                          |                                               | 2 728                                         |                                               |
| 2001 | 2001                                          |                                               | 2 799                                         |                                               |
| 2002 | 2002                                          |                                               | 2 870                                         |                                               |
| 2003 | 2003                                          |                                               | 2 978                                         |                                               |
| 2004 | 2004                                          |                                               | 3 075                                         |                                               |
| 2005 | 2005                                          |                                               | 3 207                                         |                                               |
| 2006 | 2006                                          |                                               | 3 365                                         |                                               |
| 2007 | 2007                                          |                                               | 3 538                                         |                                               |
| 2008 | 2008                                          |                                               | 3 695                                         |                                               |
| 2009 | 2009                                          |                                               | 3 874                                         |                                               |
| 2010 | 2010                                          |                                               | 4 065                                         |                                               |
| 2011 | 2011                                          |                                               | 4 258                                         |                                               |
| 2012 | 2012                                          |                                               | 4 512                                         |                                               |
| 2013 | 2013                                          |                                               | 4 691                                         |                                               |
| 2014 | 2014                                          |                                               | 4 834                                         |                                               |
| 2015 | 2015                                          |                                               | 4 996                                         |                                               |
| 2016 | 2016                                          |                                               | 5 173                                         |                                               |
| 2017 | 2017                                          |                                               | 5 427                                         |                                               |
| 2018 | 2018                                          |                                               | 5 593                                         |                                               |
| 2019 | 2019                                          |                                               | 5 808                                         |                                               |
| 2020 | 2020                                          |                                               | 5 889                                         |                                               |
| 2021 | 2021                                          |                                               | 6 039                                         |                                               |
| 2022 | 2022                                          |                                               | 6 271                                         |                                               |
| 2023 | 2023                                          |                                               | 6 392                                         |                                               |
| 2024 | 2024                                          |                                               | 6 414                                         |                                               |
| Anm.: Befolkning den 31 december respektive år förutom åren 1960 och 1970 som avser förhållandet den 1 november och år 1980 som avser förhållandet den 15 september. |                                               |                                               |                                               |                                               |